# Basalto Cerro del Doce

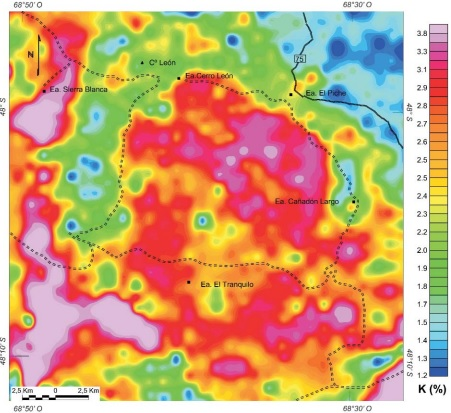
Mapa gammaespectrométrico (concentración de potasio en %)

Basalto Cerro del Doce es una manifestación basáltica olivínica de edad eocena vinculada al Macizo del Deseado al noreste de Santa Cruz, Argentina. Refleja la fase final del fisuramiento cortical regional que comenzó en el Jurásico y que estaría relacionado con la migración de una ventana astenosférica.
La denominación corresponde a Panza quien estableció una edad de 39 ± 5 Ma en una localidad tipo.

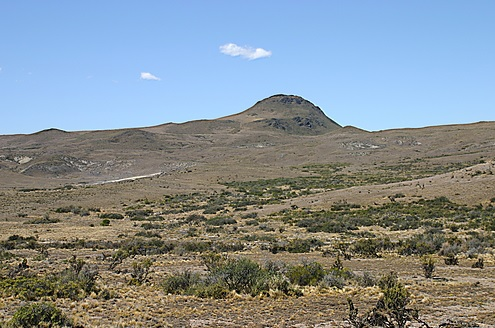
Vista del Basalto Cerro del Doce

Otros equivalentes relacionados con esta fase son el Basalto Las Mercedes y Basalto La Angelita, también al norte de Santa Cruz, quienes presentan respuestas gammaespectrométricas bajas  (valores medios: 1,4 % K, 5,6 ppm Th, 1,7 ppm U), como se observa en la siguiente figura.

## Litología
La roca tipo es un basalto melanocrático de grano medio a grueso muy alterado, con ocasionales vesículas rellenas de material carbonático; contiene fenocristales de olivina y abundante vidrio volcánico, en la que están dispersos microlitos de plagiolcasa y clinopiroxenos. Los principales afloramientos se disponen en coladas y cuellos volcánicos, intruyendo formaciones de importancia hidrocarburífera como Bajo Barreal y Castillo.